# Scolioplanes angulata
Scolioplanes angulata är en mångfotingart. Scolioplanes angulata ingår i släktet Scolioplanes och familjen spoljordkrypare. Utöver nominatformen finns också underarten S. a. moojeni.